# 1987 au Liban
Chronologie du Liban
- 1983
- 1984
- 1985
- 1986
- 1987
- 1988
- 1989
- 1990
- 1991

Cet article présente les faits marquants de l'année 1987 au Liban ou concernant ce pays.

## Évènements
- 20 février, guerre du Liban : l’armée syrienne revient à Beyrouth-ouest qu’elle avait dû quitter en août 1982, afin de mettre fin à la lutte entre factions, à l’appel de musulmans libanais[1].
- 5 avril, Beyrouth : un accord entre les Palestiniens prosyriens (FSNP, Front du salut national palestinien) et la milice chiite Amal est conclu sous supervision syrienne ; il permet un cessez-le-feu ; la mise en place d’un dispositif militaire syrien autour des camps de Burj El Barajneh et de Chatila le 8 avril met fin à la guerre des camps[2].
- 4 mai, Liban : le gouvernement Karamé, accusé par les Forces libanaises et les druzes d’avoir laissé l’armée se reconstituer au profit du président de la République, démissionne[3].
- 1er juin : le 1er ministre Rachid Karamé est assassiné en pleine guerre civile par le chef de la milice des Forces libanaises, Samir Geagea[3].
- 11 septembre, Liban : un accord signé à Saïda entre Amal et l’OLP prévoit une cessation immédiate des opérations militaires et la fin du siège du camp d’Ain al-Hilweh ; les combats reprennent en octobre[3].
- 8-11 novembre : sommet extraordinaire de la ligue arabe à Amman. Les relations diplomatiques entre les membres de la LEA et l’Égypte sont rétablies, à l’exception de l’Algérie, de la Libye, de la Syrie et du Liban. l’Iran est condamné pour sa volonté de continuer la guerre[4].
- 25 novembre : nuit des deltaplanes, raid mené par des militants palestiniens contre l’armée israélienne à proximité de Kiryat Shmona, en Galilée, à la frontière avec le Liban[5].

## Cinéma
- Beirut: The Last Home Movie, film documentaire de 1987, réalisé par Jennifer Fox. Il évoque la vie d'une famille pendant la guerre du Liban.
- L'Homme voilé, film franco-libanais réalisé par Maroun Bagdadi, sorti en 1987.

## Sport
- Championnat du Liban de football 1987-1988 : c'est le club d'Al Ansar qui remporte le championnat cette saison, après avoir terminé -invaincu- en tête du classement final. C'est le tout premier titre de champion du Liban de l'histoire du club, qui réalise même le doublé en s'imposant en finale de la Coupe du Liban face à Shabab Al-Sahel.